# Schachtverwahrung

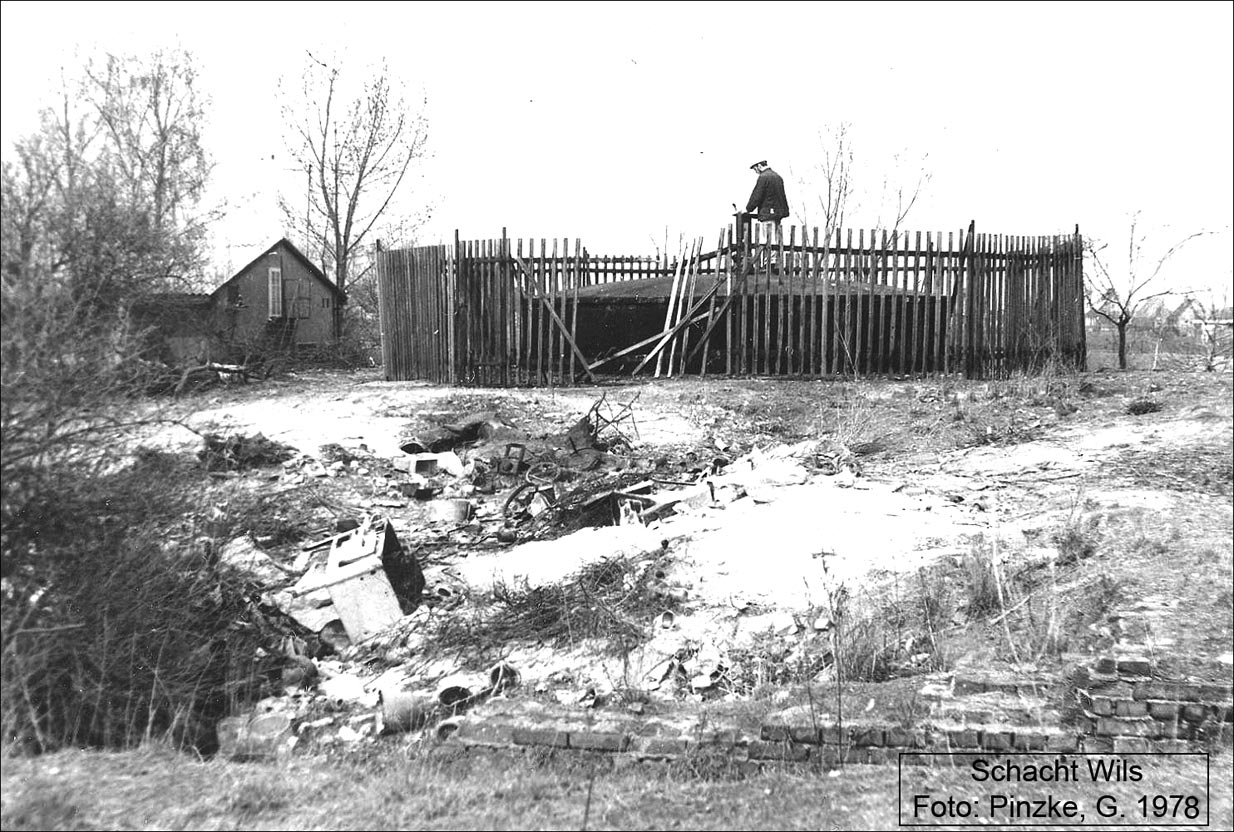
Schachtabdeckung eines Kalischachtes

Als Schachtverwahrung bezeichnet man im Bergbau den dauerhaften, wartungsfreien und wirkungsvollen Abschluss eines abgeworfenen Schachtes. Als dauerhaft gelten Schachtverwahrungen, wenn sie den Schacht für mindestens 100 Jahre sicher abschließen.

## Grundlagen

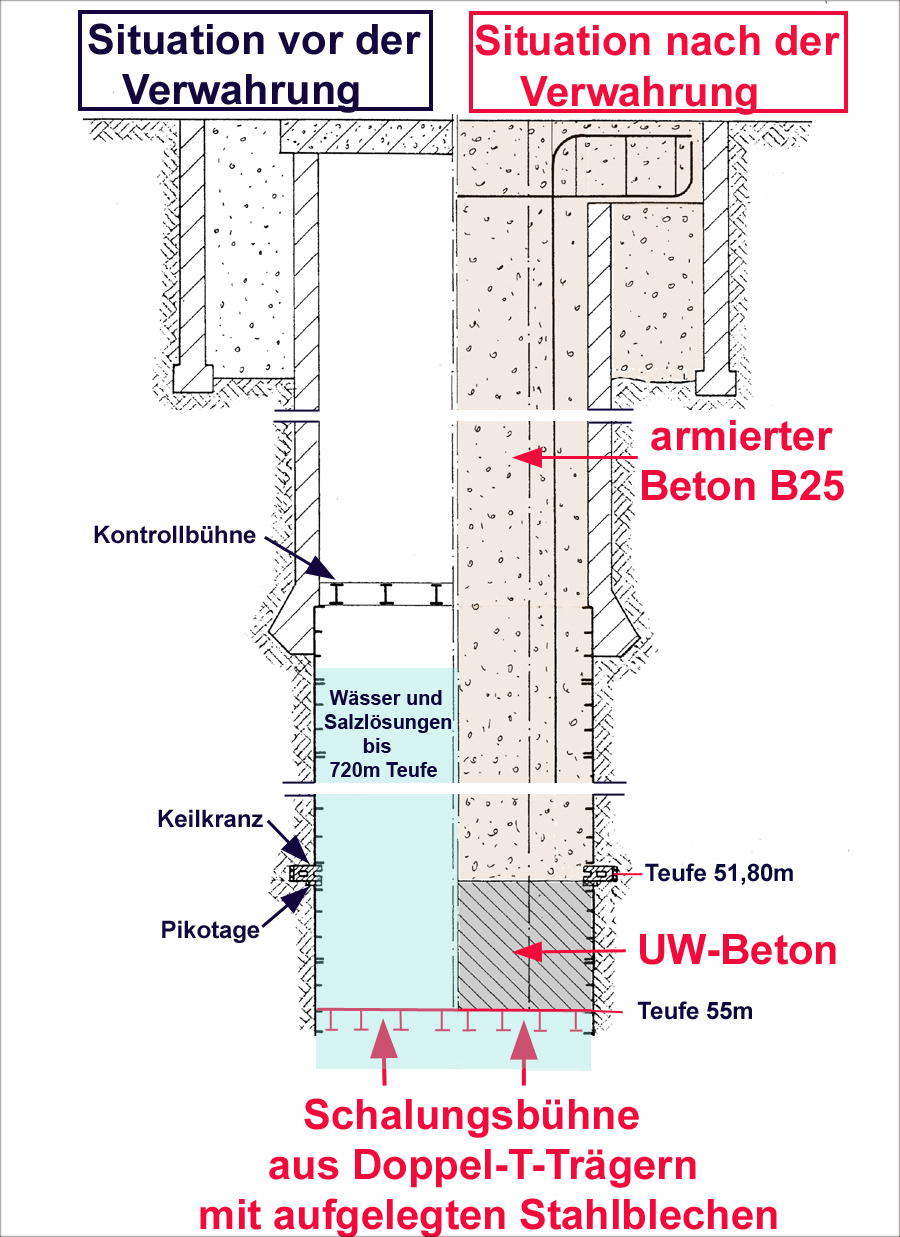
Schachtverwahrung mittels stahlarmierter Plombe beim Kalischacht Conow

Nicht mehr benötigte Schächte stellen ein großes Gefahrenpotential dar, insbesondere dann, wenn die Schachtöffnungen nicht gesichert werden.  Beispielsweise stürzte im Juli 2012 ein dreijähriges Kind im Rahmen eines Kindergartenausfluges in einen noch 25 m tiefen Belüftungsschacht eines alten Kohlebergwerkes bei Osterwald und konnte nur deshalb mit leichten Verletzungen gerettet werden, weil seine Erzieherin hinterher sprang und das Kind über Wasser hielt, bis die Feuerwehr eintraf. Früher wurden abgeworfene Schächte nur mit Schutt oder Abfall verfüllt und behelfsmäßig zugedeckt. Im Laufe der Jahre wurde die Verfüllungssäule unter der Einwirkung von Grubenwasser aufgeweicht und sackte ab, die behelfsmäßige Schachtabdeckung brach ein und es kam zum Schachtverbruch. Experten gehen davon aus, dass es alleine im Ruhrgebiet über tausend alte Schächte gibt, die nur unzureichend abgesichert sind. Auf der Basis der Erfahrungen von verschiedenen Schachtverbrüchen wurden in den 1970er Jahren Standards für die Verwahrung von seigeren und tonnlägigen Schächten entwickelt.

## Planung
Allen technischen Maßnahmen geht eine detaillierte Planung voraus. Dabei wird zunächst der Ist-Zustand des zu verwahrenden Schachtes untersucht. In die Planung der Maßnahmen für die Schachtverwahrung werden angrenzende Hohlräume und Grubenbaue mit einbezogen. Je nach abgebautem Mineral liegen die einzubeziehenden Abstände zum Schacht zwischen zehn und fünfzig Metern. Anhand von technischen Unterlagen über die Schachteinbauten und markscheiderischen Risswerken erhalten die Planungsingenieure einen ersten Überblick über den Schacht. Ein wichtiger Aspekt für die verwendeten Füllmaterialien ist die Kenntnis der Menge und der Zusammensetzung des Grubenwassers, hierbei liefern hydrologische Untersuchungen wichtige Erkenntnisse. Weiteres Wissen über den Aufbau des Schachtes liefern Befahrungen und Kamerabefahrungen des Schachtes. Bei den Befahrungen lässt sich das Gebirge mittels Bohrungen überprüfen, auch sind weitere Messungen im Schacht durchführbar. In die Planung werden auch die Erkenntnisse über die Situation an der Tagesoberfläche mit einfließen. Dies ist insbesondere wichtig, damit durch den abgeworfenen Schacht keine Gefahren für die Öffentlichkeit ausgehen können. Auf der Basis der Planung werden die entsprechenden Verwahrungsziele abgeleitet und daraus die entsprechenden Verwahrungsmaßnahmen bestimmt.

## Durchführung

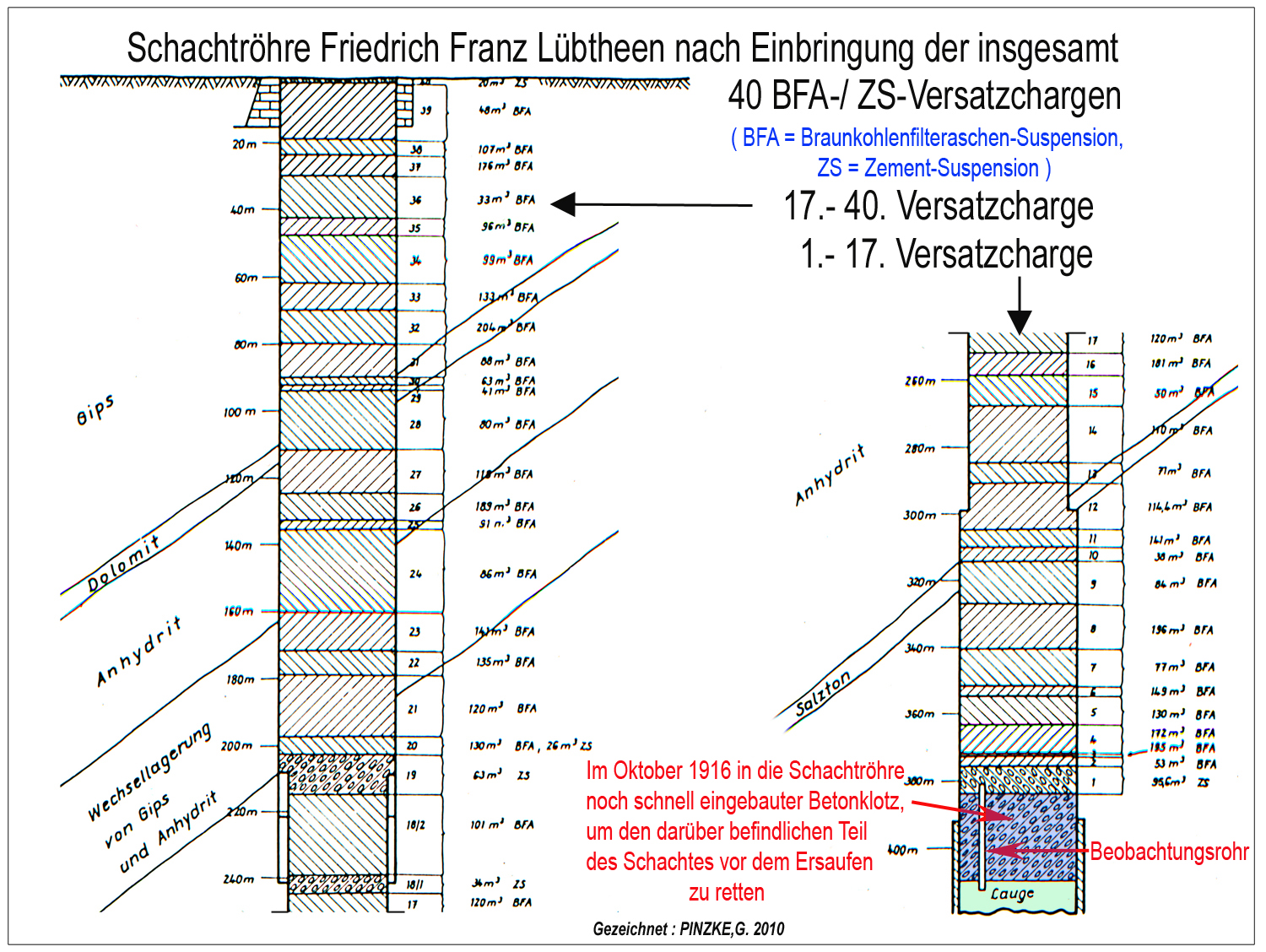
Verwahrung eines Schachtes beim Kali- und Steinsalzbergwerk Lübtheen

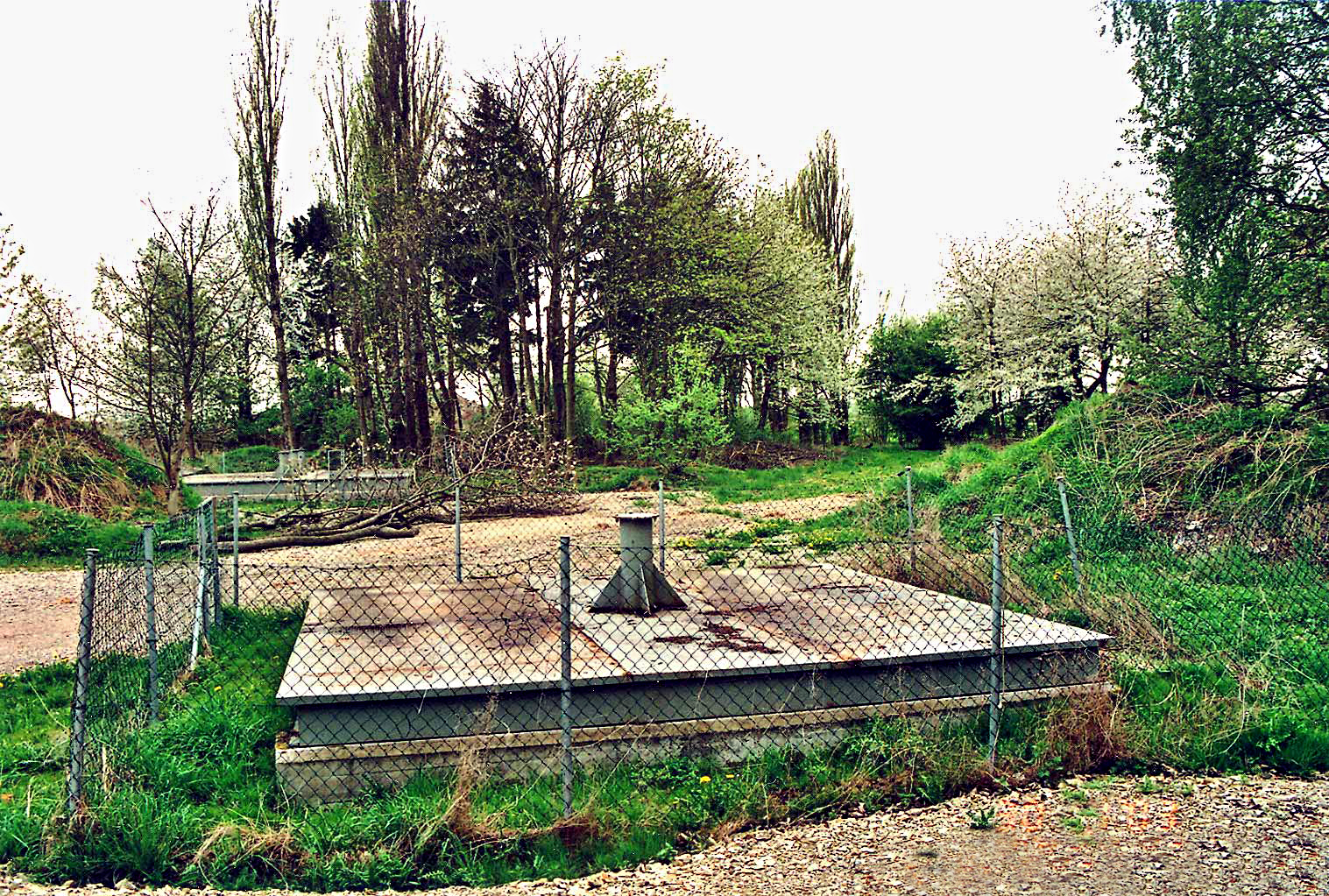
Schachtabdeckung

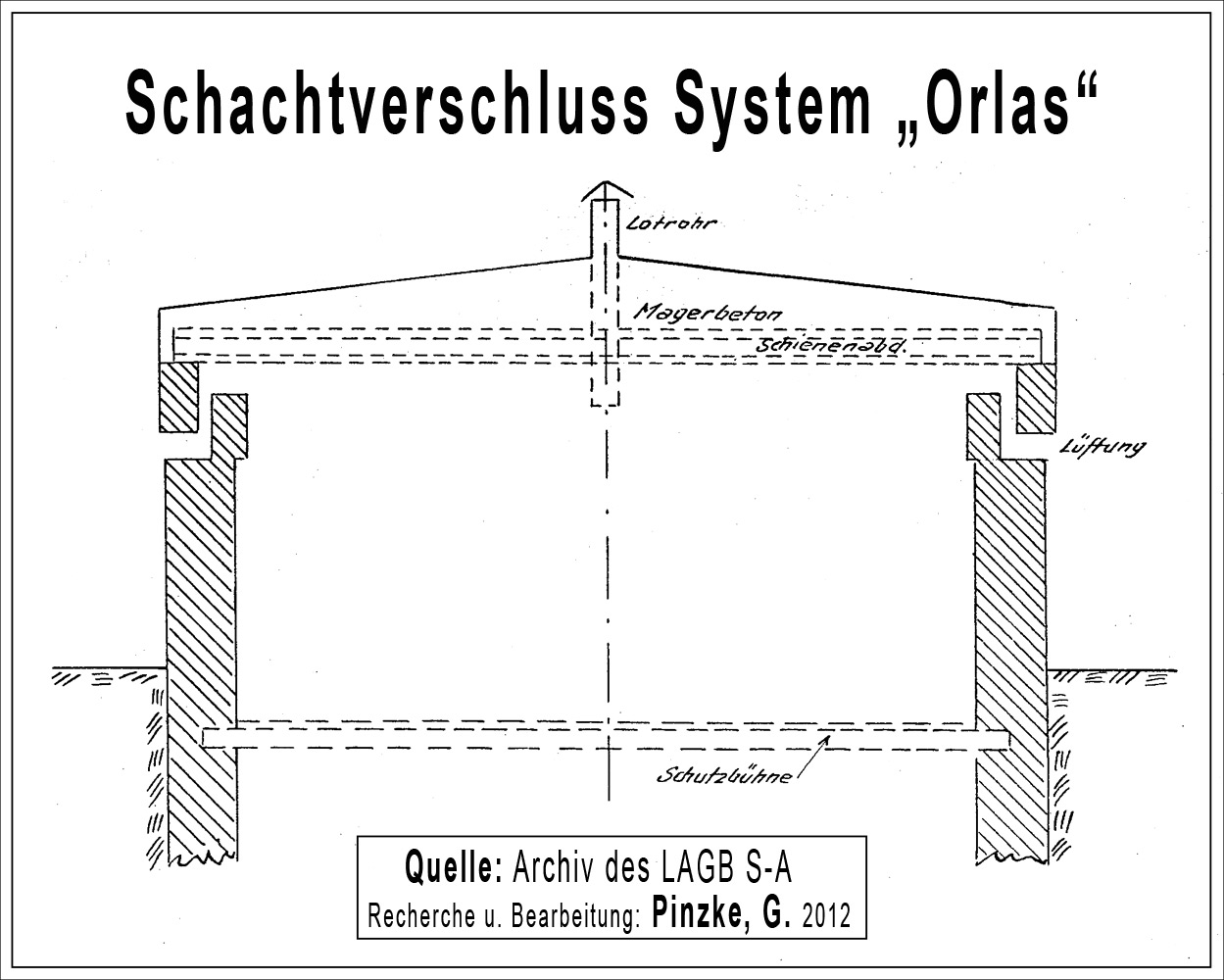
Schnitt-Zeichnung eines sogenannten „Orlas-Verschlusses“ für die Sicherung der Tagesöffnungen von Schachtröhren

Die Verwahrungsart von Tagesschächten ist abhängig von den örtlichen geotechnischen und bergbaulichen Gegebenheiten. Je nach örtlichen Gegebenheiten und Verwahrungszielen werden Tagesschächte entweder vollverfüllt oder teilverfüllt. In der Regel werden Schächte vollverfüllt, Teilverfüllungen werden nur angewendet, wenn es erforderlich ist, das Grubengas oder das Grubenwasser abzuführen. Sind tiefere Abschnitte des Schachtes nicht mehr zugänglich, ist auch die Teilverfüllung angebracht.
Beim Füllgut wird unterschieden zwischen tragendem Füllgut, dichtendem Füllgut und Hohlraum verfüllendem Füllgut. Tragendes Füllgut ist lagestabil, es besitzt Hohlraum verfüllende Eigenschaften und kann die auftretenden Kräfte gut ableiten. Als tragendes Füllgut werden Schotter und Beton verwendet. Dichtendes Füllgut unterbindet den Stoffaustausch, hierfür sind Ton, Asphalt oder Bitumen geeignet. Hohlraum verfüllendes Füllgut ist nicht immer lagestabil, es wird deshalb auch nur für die komplette Ausfüllung von Schachthohlräumen verwendet. Als Materialien eignen sich Kies, Sand, Salz, Dammbaustoff oder Schotter.
Zur Einbringung des Verfüllgutes gibt es drei Verfahren:
- Freies Verstürzen
- Einbringen über Rohrleitungen
- Einbringen mit diskontinuierlich arbeitenden Verfahren

Beim Einbringen des Verfüllgutes durch freies Verstürzen kann es durch die im Schacht vorhandenen Schachteinbauten zur sogenannten Brückenbildung kommen. Um dies zu verhindern, werden im Vorfeld alle Schachteinbauten entfernt, die den freien Fall des Füllgutes behindern können.
Das Einbringen über Rohrleitungen ist wesentlich schonender für den Schachtausbau als das freie Verstürzen. Es wird meistens dann angewendet, wenn gegen das freie Verstürzen Bedenken aufgrund der vorhandenen Einbauten bestehen. Beim Einbringen des Füllgutes über Rohrleitungen werden entsprechend der Korngröße des Füllgutes Leitungen mit genügend großem Durchmesser verwendet.
Beim Einbringen mit diskontinuierlich arbeitenden Verfahren wird das Füllgut mittels der vorhandenen Schachtförderanlage eingebracht. Hierzu wird ein Förderkübel oder ein Fördergefäß mit Bodenentleerung verwendet. Durch dieses Verfahren wird das Füllgut ebenfalls schonend eingebracht.

## Probleme
Bei der Verfüllung mit gewöhnlichem Beton aus Zement und Kies kann es bei Fallhöhen von 30 Metern und mehr zur Entmischung der einzelnen Komponenten kommen. Dabei lösen sich die Zuschlagsstoffe vom flüssigen Beton und fallen schneller in den Schacht als der Zementbrei. Dadurch hat das Füllmaterial, wenn es auf den Boden des Schachtes aufkommt, nicht mehr die erforderliche Mischung. Auch ist der freie Fall im Schacht insbesondere bei großen Teufen nicht immer einwandfrei gewährleistet. Oftmals berührt das Füllmaterial im Fall die Schachtwandung und wird während des Falls verwirbelt. Das Füllmaterial bleibt auch an Einbauten, an Vorsprüngen und an der Schachtwandung hängen. Dadurch kommt es zu Einengungen des freien Schachtquerschnittes. Das kann dazu führen, dass die Verfüllsäule nicht durchgängig ist und dass sich in der Verfüllsäule Hohlräume bilden. Diese Hohlräume können sich im Laufe der Zeit mit Grubengas füllen. Durch ungewollte Wasserzuflüsse ergeben sich weitere Probleme, es kann je nach Menge des Wassers zur Beeinträchtigung der Festigkeit des Verfüllmaterials führen.

## Verwahrung bei Schachtverbrüchen

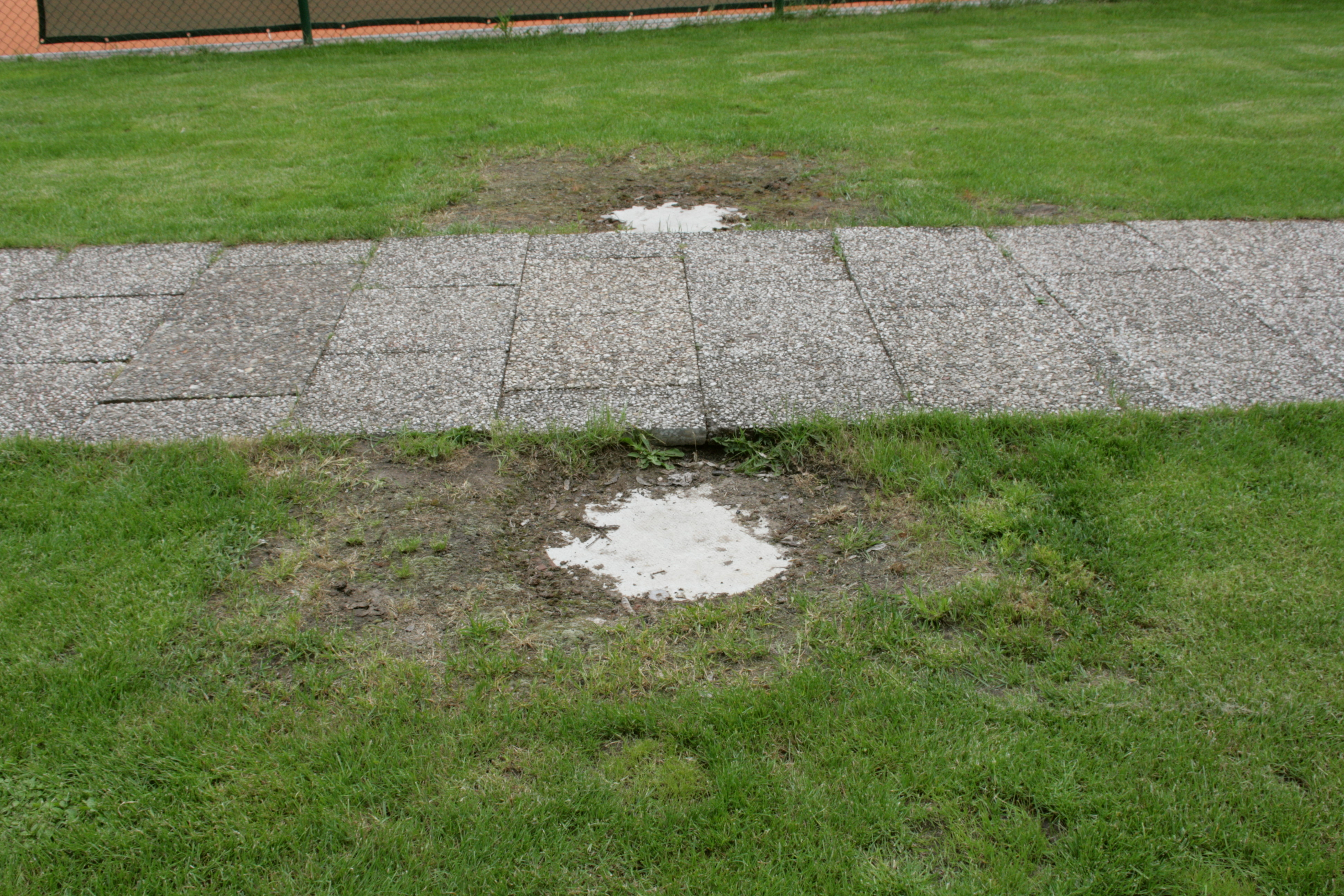
Schachtdeckel der Zeche Ringeltaube

Die Verwahrung von bereits eingebrochenen Tagesschächten ist oftmals wesentlich schwieriger als die Verwahrung von nicht eingebrochenen Schächten. Hier werden besondere Sicherungsmaßnahmen getroffenen. Besonders bewährt haben sich auch unterschiedlich geformte Betonplomben. Diese Plomben werden in Schächten der Festgesteinszone als Verwahrungskörper eingesetzt. Vielfach werden auch verschiedene Maßnahmen nebeneinander angewendet. Bei abgesackter Lockerfüllmassensäule besteht die Möglichkeit der Teilstabilisierung der abgesackten Lockerfüllmassensäule oder es wird eine kohäsive Teilverfüllung des Schachtes angewendet.
Als Schachtabdeckungen gibt es folgende Verfahren:
- Anbringen einer Abdeckplatte mit Einzelpfahlgründung
- Anbringen einer Abdeckplatte mit äußerer Ausbauverstärkung
- Anbringen einer Abdeckplatte, bei der der vorhandene und noch intakte Schachtausbau als Fundament dient
- Anbringen einer Abdeckplatte, bei der das umgebende Deckgebirge als Fundament dient (bei Deckgebirge aus Felsen)

Welche Schachtabdeckungen eingesetzt wird, hängt von der Schädigung des Schachtausbaus und des den Schacht umgebenden Deckgebirges ab.

## Abschlussmaßnahmen

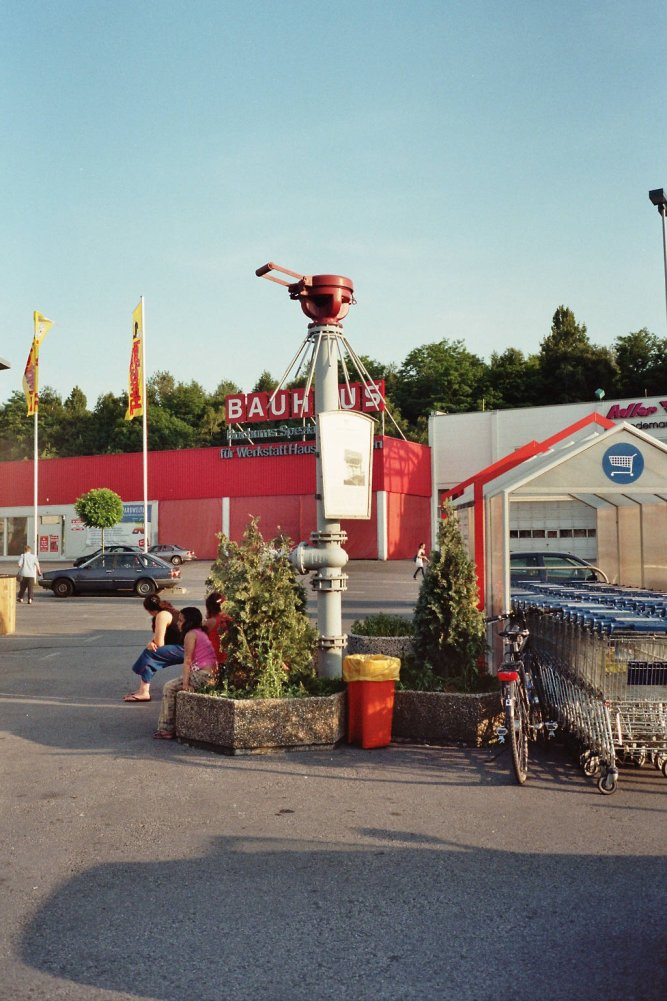
Schachtverschluss der Zeche Hannibal in Bochum

Damit eine sichere Folgenutzung gewährleistet ist, werden nach der Verfüllung des Schachtes weitere Maßnahmen getroffen. Je nach Verwahrungskonzept reichen die weiteren Maßnahmen von der Abdeckung der Schachtsäule und Kennzeichnung des verwahrten Schachtes bis hin zur Abführung des Grubengases und dem Festlegen von Sicherheitszonen und Kontrollfristen. In bestimmten Fällen ist es sogar erforderlich, dass die Füllsäule nach einer bestimmten Setzung ergänzt werden muss.
Tagesschächte werden nach dem Verfüllen in der Regel mit einer Platte aus Stahlbeton abgedeckt. Als Widerlager für diese Platte wird der Schachtausbau verwendet, wenn er eine genügend hohe Standsicherheit hat. Diese Standsicherheit muss örtlich untersucht und rechnerisch nachgewiesen werden. Ist ein Schacht mit hydraulisch abbindendem, nicht auswaschbarem und standfestem Material (kohäsives Füllgut) verfüllt worden, ist die Schachtplatte nicht erforderlich. Bei Schächten, bei denen der Schachtkopf bereits deformiert ist, kann der Schachtausbau nicht mehr als Widerlager verwendet werden. Bei solchen Schächten werden spezielle Betonfundamente verwendet, die außerhalb des unsicheren Bereiches eingebracht werden.
Nach der Verfüllung müssen alle Schächte nach einer bestimmten Zeit von einer fachkundigen Person darauf überprüft werden, ob die Verfüllsäule abgesackt ist oder ob schädliche Gase austreten. Schächte, bei denen die Gefahr des Ausgasens besteht, werden mit Einrichtungen versehen, die das gefahrlose Abführen des Grubengases ermöglichen. Um solche Schächte wird zur Abwehr von Gesundheitsgefahren und von Explosionen eine Sicherheitszone festgelegt.
Die Lage des ehemaligen Schachtes muss dauerhaft gekennzeichnet werden. Dazu werden geeignete Platten verwendet, auf denen der Name des Schachtes, die lichte Weite der Schachtscheibe, die Lage des Schachtmittelpunktes und die zulässige Belastung der Schachtabdeckung angegeben sind.